# Arrondissement Pithiviers
Das Arrondissement Pithiviers ist eine Verwaltungseinheit im Département Loiret in der französischen Region Centre-Val de Loire. Unterpräfektur ist Pithiviers.
Im Arrondissement liegen zwei Wahlkreise (Kantone) und 79 Gemeinden.

## Wahlkreise
- Kanton Le Malesherbois
- Kanton Pithiviers (mit 30 von 35 Gemeinden)

## Gemeinden
Die Gemeinden des Arrondissements Pithiviers sind:
| 1. Andonville (45005)            | 2. Aschères-le-Marché (45009)       | 3. Ascoux (45010)                  | 4. Attray (45011)                    |
| 5. Audeville (45012)             | 6. Augerville-la-Rivière (45013)    | 7. Aulnay-la-Rivière (45014)       | 8. Autruy-sur-Juine (45015)          |
| 9. Auxy (45018)                  | 10. Barville-en-Gâtinais (45021)    | 11. Batilly-en-Gâtinais (45022)    | 12. Bazoches-les-Gallerandes (45025) |
| 13. Beaune-la-Rolande (45030)    | 14. Boësses (45033)                 | 15. Boiscommun (45035)             | 16. Boisseaux (45037)                |
| 17. Bondaroy (45038)             | 18. Bordeaux-en-Gâtinais (45041)    | 19. Bouilly-en-Gâtinais (45045)    | 20. Bouzonville-aux-Bois (45047)     |
| 21. Boynes (45050)               | 22. Briarres-sur-Essonne (45054)    | 23. Bromeilles (45056)             | 24. Césarville-Dossainville (45065)  |
| 25. Chambon-la-Forêt (45069)     | 26. Charmont-en-Beauce (45080)      | 27. Châtillon-le-Roi (45086)       | 28. Chaussy (45088)                  |
| 29. Chilleurs-aux-Bois (45095)   | 30. Courcelles-le-Roi (45110)       | 31. Courcy-aux-Loges (45111)       | 32. Crottes-en-Pithiverais (45118)   |
| 33. Dadonville (45119)           | 34. Desmonts (45124)                | 35. Dimancheville (45125)          | 36. Échilleuses (45131)              |
| 37. Égry (45132)                 | 38. Engenville (45133)              | 39. Erceville (45135)              | 40. Escrennes (45137)                |
| 41. Estouy (45139)               | 42. Gaubertin (45151)               | 43. Givraines (45157)              | 44. Grangermont (45159)              |
| 45. Greneville-en-Beauce (45160) | 46. Guigneville (45162)             | 47. Intville-la-Guétard (45170)    | 48. Jouy-en-Pithiverais (45174)      |
| 49. Juranville (45176)           | 50. La Neuville-sur-Essonne (45225) | 51. Laas (45177)                   | 52. Le Malesherbois (45191)          |
| 53. Léouville (45181)            | 54. Lorcy (45186)                   | 55. Mareau-aux-Bois (45195)        | 56. Marsainvilliers (45198)          |
| 57. Montbarrois (45209)          | 58. Montliard (45215)               | 59. Morville-en-Beauce (45217)     | 60. Nancray-sur-Rimarde (45220)      |
| 61. Nibelle (45228)              | 62. Oison (45231)                   | 63. Ondreville-sur-Essonne (45233) | 64. Orville (45237)                  |
| 65. Outarville (45240)           | 66. Pannecières (45246)             | 67. Pithiviers (45252)             | 68. Pithiviers-le-Vieil (45253)      |
| 69. Puiseaux (45258)             | 70. Ramoulu (45260)                 | 71. Rouvres-Saint-Jean (45263)     | 72. Saint-Loup-des-Vignes (45288)    |
| 73. Saint-Michel (45294)         | 74. Santeau (45301)                 | 75. Sermaises (45310)              | 76. Thignonville (45320)             |
| 77. Tivernon (45325)             | 78. Vrigny (45347)                  | 79. Yèvre-la-Ville (45348)         |                                      |

## Neuordnung der Arrondissements 2017

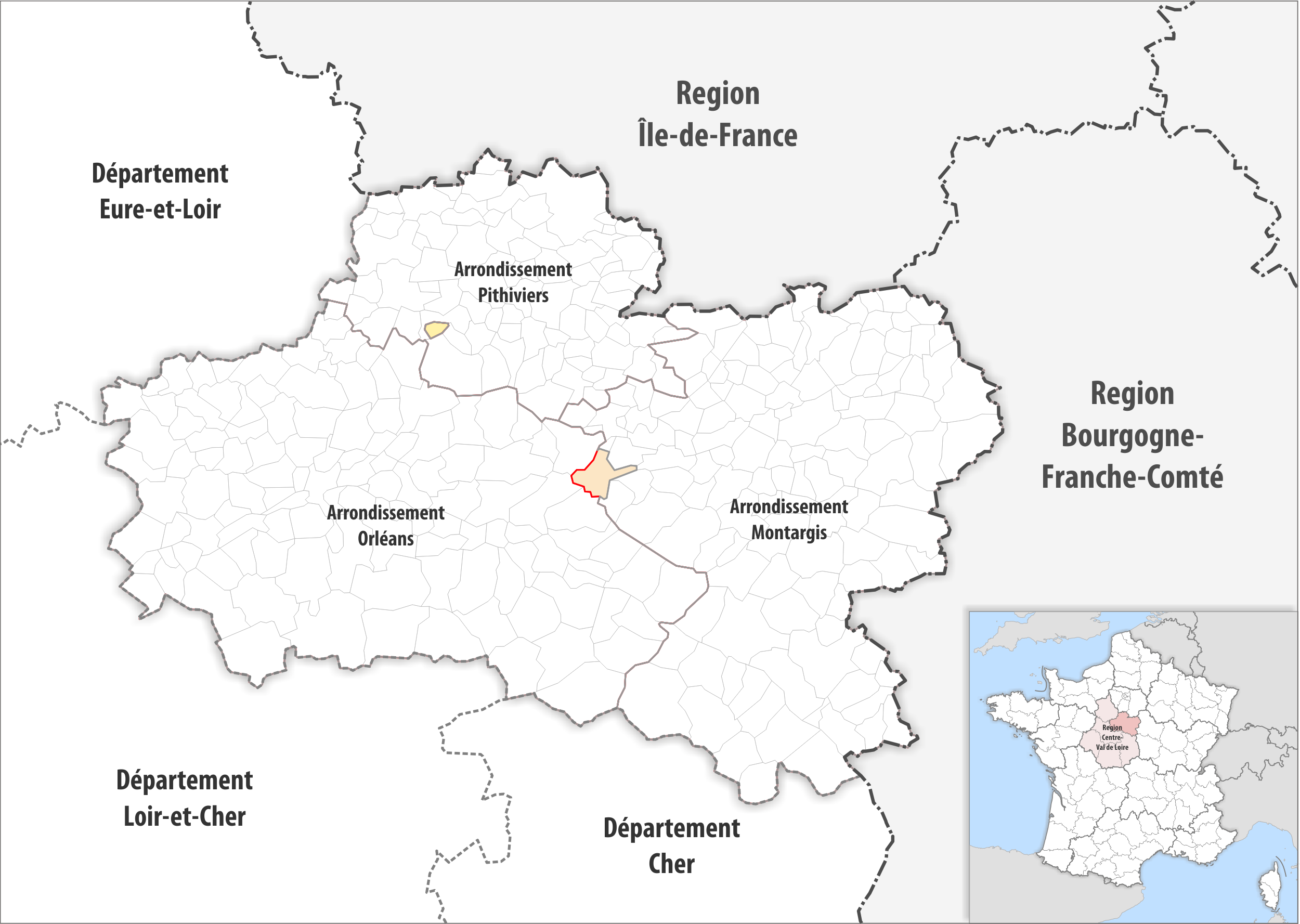
Arrondissementsanpassungen im Jahr 2017

Durch die Neuordnung der Arrondissements im Jahr 2017 wechselte die Gemeinde Montigny vom Arrondissement Pithiviers zum Arrondissement Orléans.

## Ehemalige Gemeinden seit der landesweiten Neuordnung der Kantone
bis 2016: Coudray, Labrosse, Mainvilliers, Malesherbes, Manchecourt, Nangeville, Orveau-Bellesauve

## Von 1926 bis 1942
Die Reform von 1926 löste das Arrondissement Pithiviers auf: Die Kantone Beaune-la-Rolande und Puiseaux kamen zum Arrondissement Montargis, die Kantone Malesherbes, Outarville und Pithiviers zum Arrondissement Orléans. Die Reform von 1942 stellte den Zustand vor 1926 wieder her.